# Kauno grūdai

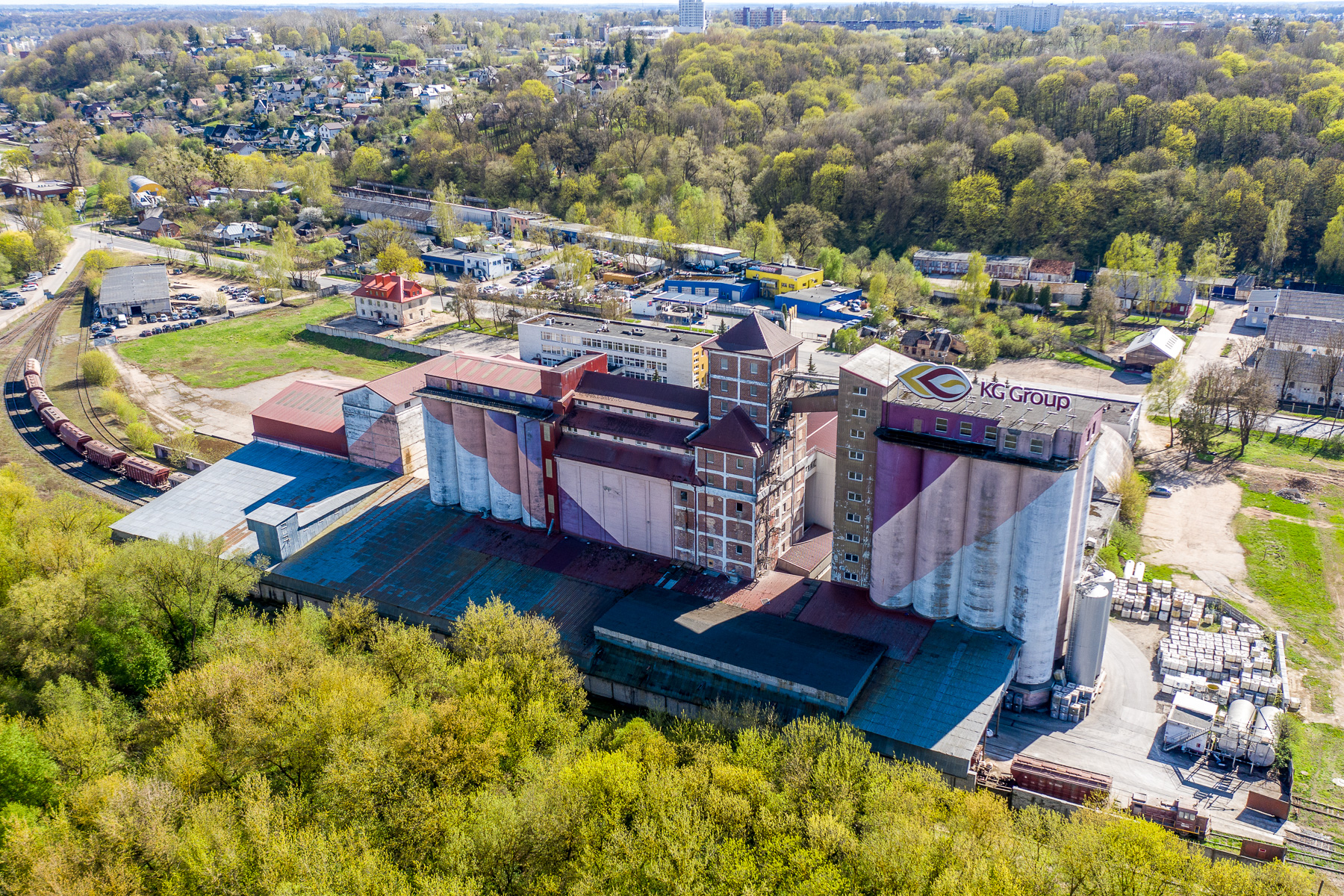
Firmensitz von Kauno grūdai

Akcinė bendrovė Kauno grūdai KG, (dt. „Kaunas Körner“) ist eines der größten Getreide verarbeitenden Unternehmen in Litauen mit Sitz in Kaunas, im Stadtteil Freda. Es gehört der litauischen Unternehmensgruppe „KG Group“. Das Unternehmen beschäftigt über 900 Mitarbeiter. 2009 deckte das Unternehmen 42 % des litauischen Weizenmehl-Markts, 38 % des Mischfutter-Markts und 20 % des Hundefutter-Markts ab. AB „Kauno grūdai“ kaufte 15–20 % des in Litauen angebauten Weizens auf. 
2022 erzielte "Kauno grūdai" den Umsatz von fast 805 Millionen Euro.
Exportstaaten sind Russland, Belarus, Polen, Israel, Lettland, Estland, Moldawien, Vereinigtes Königreich und Irland.